# Catherine Henriette de Balzac d’Entragues

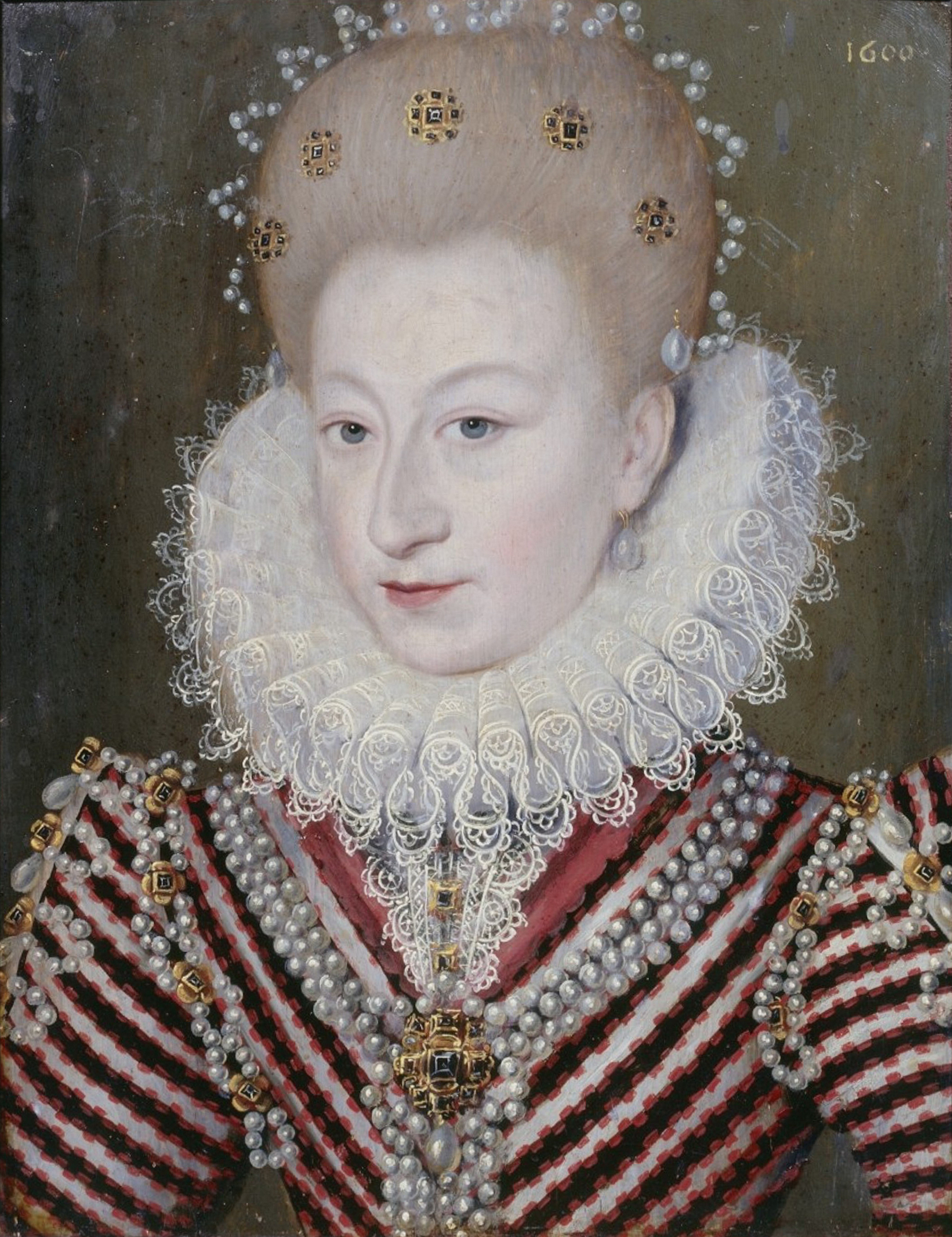
Porträt Catherine Henriette de Balzac d’Entragues’ von einem anonymen Maler des 17. Jh.

Catherine Henriette de Balzac d’Entragues, Marquise de Verneuil (* 1579 in Orléans; † 9. Februar 1633 in Paris) wurde nach dem plötzlichen Tod Gabrielle d’Estrées’ 1599 die Mätresse des französischen Königs Heinrich IV. Ein schriftliches Eheversprechen des Königs wurde zum Ärgernis für die junge Königin Maria de’ Medici.

## Leben
Catherine Henriette war die Tochter François de Balzacs, seigneur d’Entragues, einem der Mignons Heinrichs III., und Marie Touchets, einer ehemaligen Mätresse Karls IX., von der auch Heinrich IV. während der Bartholomäusnacht getröstet wurde. Der natürliche Sohn Karls IX., Charles de Valois, duc d’Angoulême, war Catherines Halbbruder.
Ihre Beziehung zu Heinrich IV. war weniger von Liebe als vom berechnenden Ehrgeiz ihrer Familie geprägt. Bevor sie sich dem König hingab, ließ sie sich von ihm ein schriftliches Eheversprechen geben, geknüpft an die Bedingung, dass sie einen Sohn zur Welt brachte. Heinrich IV. gab ihr dieses kompromittierende Stück Papier, obwohl er gleichzeitig mit dem Großherzog von Florenz über die Heirat mit dessen Nichte Maria de Medici verhandelte. Tatsächlich wurde Henriette schwanger, erlitt aber eine Fehlgeburt, als ein Kugelblitz in ihr Zimmer einschlug. Heinrich IV. hielt seine Beziehung zu ihr weiter aufrecht und sie gebar nur kurz nach Maria de Medicis Niederkunft mit Ludwig XIII ebenfalls einen Sohn. Henriette betrachtete sich als rechtmäßige Ehefrau und ihre Kinder als die eigentlich legitimen Erben der Krone. Weil es durchaus einige einflussreiche Adelige gab, die diesen Anspruch unterstützten, wurde sie zu einer gefährlichen Konkurrentin der Königin.
Henriette leistete sich neben dem König zahlreiche andere Liebhaber und setzte ihm durch ihre ehrgeizigen Forderungen sehr zu. Trotzdem brach der König, der seinerseits andere Geliebte neben ihr hatte, bis zu seinem Tod nie endgültig mit ihr, auch nicht nach einer hochverräterischen Intrige, die sie 1604 mit ihren Verwandten ausheckte. Die Familie Entragues suchte für die Ausführung ihres Plans die Hilfe des spanischen Königs Philipp III. zu gewinnen und einen Teil des französischen Hochadels gegen Heinrich IV. aufzuhetzen. Dieser sollte offenbar beseitigt und Henriettes Sohn von ihm neuer König werden. Das Komplott wurde aufgedeckt, ihr Vater und Halbbruder wurden in Haft genommen, die ausgesprochenen Todesurteile jedoch nicht vollstreckt. Henriettes Vater händigte das Eheversprechen im Austausch gegen seine Begnadigung an den König aus. Er wurde freigelassen; Henriettes Halbbruder sollte eine lebenslange Gefangenschaft verbüßen. 1605 durfte Henriette selbst sich wieder ungehindert bewegen.
Nach dem Scheitern dieses Plans wurde Catherine Henriette de Balzac d’Entragues vorübergehend durch die neue Mätresse Jacqueline de Bueil, nachmalige Gräfin von Moret, einem Mündel Charlotte de la Trémouilles, der Fürstin von Condé, ersetzt. Endgültig beiseitegeschoben wurde sie erst durch den Tod Heinrichs IV. im Jahr 1610.
1606 will Henriettes enge Vertraute, die Hofdame Jacqueline d’Escoman von einem weiteren Komplott erfahren haben, dieses Mal gemeinsam mit Jean Louis de Nogaret de La Valette, dem Herzog von Épernon, der wie ihr Vater zu den Mignons Heinrichs III. gehört hatte. Tatsächlich bekannt wurden diese Vorwürfe erst 1611, und Escoman wurde wegen Verleumdung verurteilt.
Henriettes vom König legitimierten Kinder hießen Gaston, später Henri de Bourbon, duc de Verneuil, der im Alter von fünf Jahren zum Fürstbischof von Metz ernannt wurde, und Gabrielle Angélique, die Bernard de Nogaret de La Valette, den Herzog von Épernon, heiratete.